# IC 1417
IC 1417 ist eine Spiralgalaxie mit aktivem Galaxienkern vom Hubble-Typ Sb im Sternbild Aquarius auf der Ekliptik. Sie ist schätzungsweise 246 Millionen Lichtjahre von der Milchstraße entfernt und hat einen Durchmesser von etwa 95.000 Lj.
Im selben Himmelsareal befindet sich u. a. die Galaxie NGC 7171.
Das Objekt wurde am 4. November 1891 von Stéphane Javelle entdeckt.